# Kerncentrale Belleville
Kerncentrale Belleville is een kerncentrale in de Franse gemeente Belleville-sur-Loire aan de Loire. De centrale werd gebouwd in de periode 1980-1987.
De centrale biedt aan ongeveer 600 mensen werk en bestaat uit 2 grote drukwaterreactoren met een vermogen van 1300 MW elektrisch. Het koelwater komt van de Loire.
| reactorblok  | reactortype | vermogen | begin bouw | inbedrijfname |
| ------------ | ----------- | -------- | ---------- | ------------- |
| Belleville 1 | PWR         | 1310 MW  | 1980       | 1988          |
| Belleville 2 | PWR         | 1310 MW  | 1980       | 1989          |